# Европска награда за грађанска права Синта и Рома
Европску награду за грађанска права Синта и Рома основали су у новембру 2007. године у Хајделбергу Централни савет немачких Синта и Рома, Документациони и културни центар немачких Синта и Рома и Фондација Manfred Lautenschläger. Међународну награду Фондација Manfred Lautenschläger додељује са 15.000 евра. Први пут је додељена у децембру 2008. године.

## Намера награде
У позадини изузетно алармантне ситуације са људским правима Синта и Рома у многим европским државама - посебно у источној и југоисточној Европи - ова награда ће допринети заштити и успостављању грађанских права и једнаким могућностима чланова Синта и ромске мањине у својим државама. Истовремено, награду треба сматрати сигналом политичарима, медијима и друштвеним групама у Европи да предузму мере против дубоко укорењених клишеа и структура предрасуда, како би постепено превазишли свакодневну маргинализацију мањине. Европска награда за грађанска права Синтија и Рома има за циљ јачање друштвеног ангажмана и подстицање политичара и грађана да активно позивају на ефикасну једнакост третмана Синтија и Рома и њихову саморазумљиву интеграцију у све области јавног живота.

## Критеријуми за доделу
Награда подржава политичке и друштвене напоре за трајну заштиту особа погођених дискриминацијом, како би им се омогућио независан живот. Награда се додељује појединцима, групама или институцијама, првенствено већини, који се суочавају са историјском одговорношћу и примерно позивају на побољшање стања људских права Синта и Рома.

## Поступак доделе
Одлуку доноси међународни жири који се састоји од осам чланова. Стални чланови жирија су шеф Централног савета немачких Синтија и Рома и шеф Фондације Manfred-Lautenschläger. Они такође одлучују о остала четири члана пороте, који су именовани на четири године. Сваки члан жирија може номиновати лауреате, што је резултат избора на основу одлуке већине. Поновљено награђивање истог појединца, групе или институције је немогуће.

## Чланови жирија

### Председништво пороте
- Romani Rose (шеф Централног савета и Документационог и културног центра немачких Синта и Рома, Хеиделберг)
- Manfred Lautenschläger (шеф Фондације Manfred Lautenschläger, оснивач MLP.AG)

### Чланови жирија (2010)
- Anastasia Crickley (Комитет за елиминацију расне дискриминације)
- Maud de Boer-Buquicchio (заменик генералног секретара)
- Roman Kwiatkowski (шеф дирекције удружења Рома, Пољска)
- László Teleki (шеф међуминистарског одбора за ромска питања, Мађарска)
- Erwin Teufel (бивши премијер Баден-Вуртемберга)
- Johan Weisz (холандски бизнисмен)

## Лауреати
| године | име                   | функцију                                                        |
| ------ | --------------------- | --------------------------------------------------------------- |
| 2008   | Владислав Бартошевски | Државни секретар и саветник за спољне послове пољског премијера |
| 2010   | Симон Веј             | Бивши председник Европског парламента                           |
| 2012   | Thomas Hammarberg     | Комесар за људска права при Савету Европе                       |
| 2014   | Tilman Zülch          | Оснивач и генерални секретар Друштва за угрожене народе         |
| 2016   | Амнести Интернатионал | Невладина организација фокусирана на људска права               |